# صمغ الجيلان
صمغ الجيلان هي مادة متعددة السكاريد أيونية قابلة للذوبان في الماء تنتجها بكتيريا السفينجوموناس إلوديا (المعروفة سابقًا بسيدوموناس إلوديا). اكتشفت شركة كيلكو، التابعة سابقًا لشركة ميرك أند كومباني، البكتيريا المُنتجة للجيلان واستخرجتها في عام 1978 من نسيج نبات زنبق ينمو في بركة ماء طبيعية في ولاية بنسلفانيا في الولايات المتحدة الأمريكية. اسُتخدمت في البداية كعامل تغليظ بديل للأغار يشح استخدامه في البيئات المكروبية الصلبة لإنماء العديد من الكائنات الحية الدقيقة. بدأ إنتاج صمغ الجيلان للاستخدام التجاري تحت اسم صمغ جيلان «جيلرايت» (GELRITE)، وَبعد ذلك تم استخدامه كعامل تغليظ بديل للأغار في العديد من البيئات الجرثومية المخبرية.

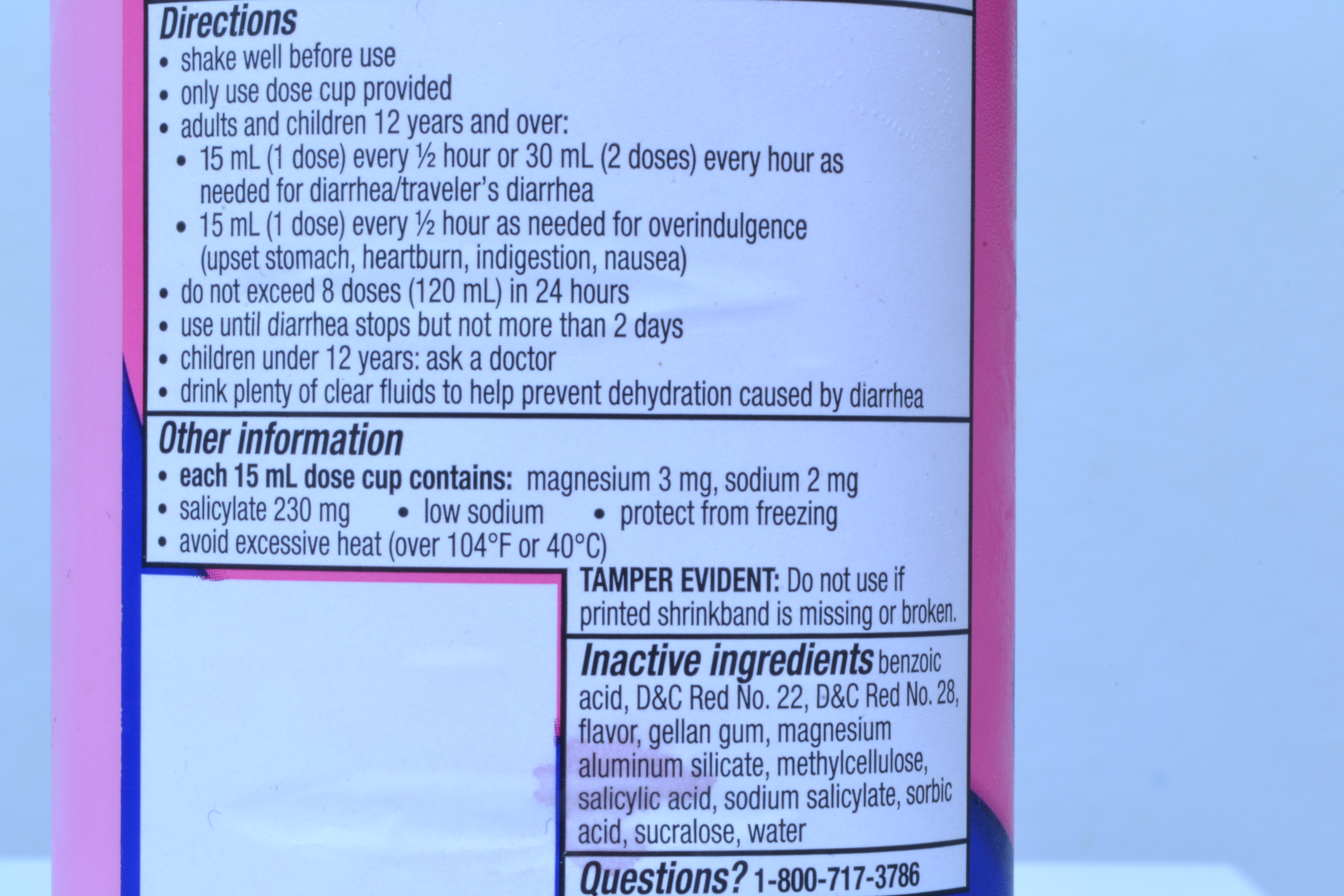
صمغ الجيلان كأحد مكونات دواء المعدة